# Kathleen Ann Goonan
Kathleen Ann Goonan (Cincinnati, Ohio, 1952. május 14. – 2021. január 28.) amerikai sci-fi-szerző.

## Élete
Angol irodalomból és filozófiából diplomázott a Virginia Polytechnic Institute-on.

## Munkássága
Első novellája a Wanting to Talk to You 1991-ben jelent meg. Ismertséget viszont csak első könyvével, az 1994-ben kiadott Queen City Jazz-zel szerzett. Ehhez három folytatást is írt. Megjósolta New Orleans katasztrófáját, a Katrina hurrikánt.

### Díjak, nevezések
- 2003 Nebula-díjas regények: Light Music jelölt
- 2000 Nebula-díjas regények:  Crescent City Rhapsody jelölt
- 2000 Arthur C. Clarke-díj: The Bones of Time jelölt
- 1996 Nebula-díjas kisnovellák: The String (A zsineg) jelölt
- 2008 John W. Campbell Memorial Award for Best Science Fiction Novel: In War Times